# Bondurant
Bondurant – jednostka osadnicza w Stanach Zjednoczonych, w stanie Wyoming, w hrabstwie Sublette.